# Assa darlingtoni
Assa darlingtoni is een kikker uit de familie Australische fluitkikkers (Myobatrachidae). De soort werd voor het eerst wetenschappelijk beschreven door Arthur Loveridge in 1933. Oorspronkelijk werd de wetenschappelijke naam Crinia darlingtoni gebruikt. Het is de enige soort uit het geslacht Assa.
De kikker is endemisch in Australië. De kikker leeft op de bodem van vrij vochtige bossen in de strooisellaag tussen de bladeren.
De voortplanting is bijzonder; de eitjes worden op de bodem afgezet en als ze uitkomen worden de kikkervisjes opgevangen door het mannetje, die ze in buidel-achtige flappen op de heupen meedraagt tot ze gemetamorfoseerd zijn tot kleine kikkertjes. Een dergelijke gespecialiseerde vorm van broedzorg is alleen bekend van deze kikker. 
Arenophryne · 
Assa · 
Crinia · 
Geocrinia · 
Metacrinia · 
Mixophyes · 
Myobatrachus · 
Paracrinia · 
Pseudophryne · 
Rheobatrachus · 
Spicospina · 
Taudactylus · 
Uperoleia